# کارول لورا
کارول لورا (انگلیسی: Carole Laure؛ زادهٔ ۵ اوت ۱۹۵۱) بازیگر، کارگردان، فیلم‌نامه‌نویس، تهیه‌کننده فیلم و خواننده اهل کانادا است.
از فیلم‌ها یا برنامه‌های تلویزیونی که در آن نقش داشته است، می‌توان به سایه‌های ناآشنا در اتاقی خالی، فرار به‌سوی پیروزی، دستمال‌های خود را آماده کنید، زن و فرشته، شاگرد و فیلم دلپذیر اشاره کرد.